# إنتر ميلان موسم 2011–12
كان موسم 2011–12 هو الموسم الـ103 في تاريخ نادي إنتر ميلان لكرة القدم والموسم الـ96 على التوالي في دوري الدرجة الأولى الإيطالي لكرة القدم. تنافس الفريق للموسم العاشر على التوالي في دوري أبطال أوروبا، محطماً رقماً قياسياً بالنسبة للأندية الإيطالية.